# Ryota Nakamura
Ryota Nakamura (født 28. januar 1991) er en japansk fodboldspiller, som spiller for den japanske fodboldklub Blaublitz Akita.